# Anglo-German Fellowship
« AGF » redirige ici. Pour les autres significations, voir AGF (homonymie).
L'Anglo-German Fellowship (Confrérie anglo-germanique) était une association britannique, fondée en septembre 1935, à Londres, par le banquier Ernest Tennant (en), et Friedrich von der Ropp, émissaire de l'ambassadeur nazi Joachim von Ribbentrop. Groupe pro-nazi, à l'instar de la British Union of Fascists, la Confrérie exista jusqu'en 1939.

## L'AGF, une association élitiste pro-nazie
Adolf Hitler choisit personnellement Charles-Édouard de Saxe-Cobourg et Gotha pour présider l'association.
La Confrérie était composée en majorité d'hommes d'affaires soutenant les liens commerciaux entre les deux pays, et, de façon générale, de membres de l'élite ou de l'aristocratie anglaise. Parmi eux :
- le directeur et le gouverneur de la Banque d'Angleterre (respectivement Frank Cyril Tiarks (en), marié à une Allemande en 1899, et Montague Norman (en), qui resta en poste de 1920 à 1944 et était parrain d'un petit-fils du ministre de l'Économie du Troisième Reich Hjalmar Schacht, également membre de l'AGF) ;
- l'amiral Sir Barry Domvile, fondateur de The Link (en) et ex-chef du renseignement militaire de la Marine, qui sera interné de 1940 à 1943 en vertu du Defence Regulation 18B ;
- l'amiral Sir Murray Sueter (en), député du Parti conservateur jusqu'en 1945 ;
- le prince von Bismarck, petit-fils du chancelier Bismarck et membre du NSDAP dès 1933 (il rejoindra la CDU après-guerre) ;
- l'éditeur du Times Geoffrey Dawson[4] ;
- ou encore l'aristocrate Sarah Winter (en), qui rejoindra la British Union of Fascists.

Le rôle exact du gouverneur de la Banque d'Angleterre Norman au sujet du transfert de 6 millions de livres en or de la Tchécoslovaquie, déposé à la Banque, à la Reichsbank, en 1939, demeure sujet à questionnements.
Les espions communistes Guy Burgess et Kim Philby adhérèrent également à l'association afin de déguiser leur véritable identité.
En novembre 1938, le secrétaire général de l'AGF, Lord Mount Temple (en), ministre du Transport de 1924 à 1929, démissionna, en protestation contre la Nuit de Cristal, dont il trouvait les violences excessives, ainsi qu'en raison de son opposition à l'attitude du régime à l'égard des églises catholiques et luthériennes.
L'équivalent allemand de la confrérie, à Berlin, était la Deutsch-Englische Gesellschaft.